# Grammia gibsoni
Grammia gibsoni är en fjärilsart som beskrevs av Mcdunnough 1937. Grammia gibsoni ingår i släktet Grammia och familjen björnspinnare. Inga underarter finns listade i Catalogue of Life.